# Sugár Katinka Battai
Dans le nom hongrois Battai Sugár Katinka, le nom de famille précède le prénom, mais cet article utilise l’ordre habituel en français Sugár Katinka Battai, où le prénom précède le nom.
Sugár Katinka Battai, née le 17 avril 2003 à Debrecen, est une escrimeuse hongroise pratiquant le sabre. Elle est double championne du monde dans l'épreuve par équipes.

## Carrière
Elle commence la pratique de l'escrime à l'âge de neuf ans, après avoir pratiqué la natation pendant quatre ans. Tout en poursuivant chez les juniors, elle fait ses débuts chez les seniors au Grand Prix d'Orléans en 2019. Elle marie sa pratique de sportive de haut niveau avec ses études à l'université de Debrecen.
Lors de la saison 2021-2022, avec deux victoires en Coupe du monde et deux troisièmes places aux championnat d'Europe et championnat du monde junior, elle domine le classement général de sa catégorie d'âge. La même année, elle est retenue dans l'équipe de Hongrie senior. Accompagnée d'Anna Márton, Liza Pusztai et Luca Szűcs, elle aide son équipe à remporter le titre mondial devant les favorites françaises.
Son talent en individuel se met en évidence lorsqu'elle gagne son premier tournoi, la Coupe Acropolis d'Athènes, éliminant les têtes de série Araceli Navarro (no 8), Caroline Quéroli (no 9), la championne du monde en titre Misaki Emura (no 1), Manon Apithy-Brunet (no 5) et la quadruple championne du monde, son modèle Olha Kharlan, en finale, résistant à la pression pour marquer la touche décisive et gagner l'assaut 15-14. Ses parcours décevants au championnat d'Europe et au championnat du monde, décevants, ne lui permettent pas de progresser au classement mondial. Aux Europe, elle sort de justesse des poules avec un indice de 0,4 (deux victoires sur cinq) et est éliminée en pré-tableau de 64 par Angelika Wątor. Aux mondiaux, son parcours s'arrête dès le premier tour du tableau final contre Julika Funke. 
Cependant, elle obtient de nouveaux succès par équipes, avec les mêmes coéquipières, empochant d'abord une médaille de bronze aux Jeux européens, faisant office de championnat d'Europe, avec une victoire en petite finale contre l'équipe de Bulgarie. Pour clore la saison, l'équipe de Hongrie double la mise en remportant pour la deuxième année consécutive le titre mondial, de nouveau contre l'équipe de France en finale.

## Palmarès
- Championnats du monde
  -  Médaille d'or par équipes aux championnats du monde 2023 à Milan
  -  Médaille d'or par équipes aux championnats du monde 2022 au Caire

- Championnats d'Europe
  -  Médaille de bronze par équipes aux championnats d'Europe 2023 à Cracovie
  -  Médaille de bronze en individuel aux championnats d'Europe 2025 à Gênes

## Classement en fin de saison
| Année | 2020 | 2021 | 2022 | 2023 |
| ----- | ---- | ---- | ---- | ---- |
| Rang  | 184  | 178  | 49   | 29   |